# Isle La Motte
Isle La Motte és una població dels Estats Units a l'estat de Vermont. Segons el cens del 2000 tenia 488 habitants.

## Demografia
Segons el cens del 2000, Isle La Motte tenia 488 habitants, 202 habitatges, i 143 famílies. La densitat de població era de 23,7 habitants per km².
Dels 202 habitatges en un 27,7% hi vivien nens de menys de 18 anys, en un 59,4% hi vivien parelles casades, en un 8,4% dones solteres, i en un 29,2% no eren unitats familiars. En el 22,8% dels habitatges hi vivien persones soles el 7,9% de les quals corresponia a persones de 65 anys o més que vivien soles. El nombre mitjà de persones vivint en cada habitatge era de 2,42 i el nombre mitjà de persones que vivien en cada família era de 2,85.
Per edats la població es repartia de la següent manera: un 25% tenia menys de 18 anys, un 4,3% entre 18 i 24, un 26,2% entre 25 i 44, un 27,3% de 45 a 60 i un 17,2% 65 anys o més.
L'edat mediana era de 42 anys. Per cada 100 dones de 18 o més anys hi havia 92,6 homes.
La renda mediana per habitatge era de 36.125 $ i la renda mediana per família de 41.094 $. Els homes tenien una renda mediana de 28.542 $ mentre que les dones 24.000 $. La renda per capita de la població era de 20.286 $. Entorn del 7,7% de les famílies i el 9,4% de la població estaven per davall del llindar de pobresa.